# A. O. スミス
A. O. スミス・コーポレーションは、住宅用および業務用給湯器とボイラーの米国メーカーで、北米最大の給湯器製造・販売会社である。
アジア市場では水処理・浄水製品も供給している。　　

## 概要
北米に5つの製造施設、インドのベンガルール、中国の南京、オランダのフェルドホーフェンにそれぞれ工場があり、合計で世界27カ所に拠点を持つ。
過去、A.O.スミスは他にも数多くの製品系列を持っていた。中でも、第一次世界大戦末期には米国最大の爆弾メーカーであり、第二次世界大戦中の軍事生産契約額では米国企業の中で74位にランクされている。